# Boris Vladimirovič Asafjev
Boris Vladimirovič Asafjev, literární pseudonym Igor Glebov (17.jul./ 29. července 1884greg., Petrohrad – 27. ledna 1949, Moskva) byl ruský muzikolog, hudební skladatel a pedagog.

## Život
V letech 1904–1910 studoval na Petrohradské konzervatoři u Rimského-Korsakova a Anatolije Ljadova. Současně navštěvoval Historicko-filosofickou fakultu Petrohradské univerzity, kterou dokončil v roce 1908. Po skončení studia na konzervatoři byl korepetitorem baletu v Mariinském divadle. Po roce 1919 se stal dramaturgem v Mariinském divadle i v Malém divadle v Ermitáži. Vedle toho, společně se Sergejem Ljapunovem, založil při Ústavu historie umění Hudební oddělení, které vedl až do roku 1930.
Od roku 1921 vyučoval na Leningradské konzervatoři historii a teorii hudby. V roce 1925 byl jmenován profesorem. Podílel se na reformě učebních plánů školy, která byla zaměřena na to, aby její absolventi, kromě vlastní specializace, měli ucelené hudebně-teoretické vzdělání.
V roce 1926 byl jedním ze zakladatelů leningradské pobočky Společnosti soudobé hudby, jejímž cílem bylo uvádění soudobé světové i sovětské hudby. Na koncertech Společnosti byla uváděna díla Druhé vídeňské školy, Pařížské šestky, ale i Sergeje Prokofjeva a Igora Stravinského. Měl značný vliv i na repertoár leningradských operních scén. V letech 1924–1926 byly v Leningradě uvedeny např. Salome Richarda Strausse, Vojcek Albana Berga, Skok přes stín Ernsta Křenka a další. O Igoru Stravinském vydal v roce 1929 monografii.

## Hudební teoretik
Již od roku 1914 publikoval své muzikologické a hudebně-teoretické práce pod pseudonymem Igor Glebov v předních odborných časopisech Sovětského svazu. Své hlavní práce napsal v letech 1919–1928. V té době intenzivně komunikoval s předními hudebními skladateli západní Evropy, s Paulem Hindemithem, Arnoldem Schönbergem, Dariem Milhaudem, Arthurem Honeggerem a dalšími. V té době vznikla díla jako Симфонические этюды (Symfonické etudy, 1922), Письма о русской опере и балете (Dopisy o ruské opeře a baletu, 1922), Русская музыка от начала XIX столетия (Ruská hudba od počátku 19. století, 1930) a řada monografií o ruských skladatelích Michailu Ivanoviči Glinkovi, Modestu Petrovičovi Musorgském, Petru Iljiči Čajkovském, Alexandru Glazunovovi a dalších.
V roce 1930 se Společnost pro soudobou hudbu rozpadla a Asafjev se opět věnoval převážně skladbě. V té době vznikla jeho nejznámější díla: balety Plameny Paříže (1932), Bachčisarajská fontána (1933), Ztracené iluze (1934) i většina jeho velkých symfonických skladeb. K teoretické práci se vrátil zejména v době leningradské blokády. Nejvýznamnější z těchto prací je dvoudílná Музыкальная форма как процесс (Hudební forma jako proces, 1930 a 1947, česky Praha 1965), ve které předložil zcela nové pojetí teorie intonace. Některé muzikologické práce Asafjeva však nebyly dodnes publikovány.

## Poválečná činnost
V roce 1943 se mu podařilo uniknout z obleženého Leningradu do Moskvy. Stal se vedoucím hudebního oddělení Ústavu historie umění Akademie věd SSSR. Na prvním Všesvazovém sjezdu sovětských skladatelů v roce 1948 byl zvolen předsedou Svazu. V Moskvě žil až do své smrti v roce 1949. Je pochován na Novoděvičim hřbitově.

## Ocenění
Za svou skladatelskou i muzikologickou práci byl mnohokrát odměněn nejvyššími státními vyznamenáními:
- Zasloužilý umělecký pracovník (1933)
- Národní umělec Ruské sovětské federativní republiky (1933)
- Stalinova cena druhého stupně (za dlouholetou vynikající práci, 1943)
- Stalinova cena prvního stupně (za monografii o Glinkovi, 1948)
- Národní umělec SSSR (1946)
- Člen Akademie věd SSSR (1943)
- Leninův řád (dvakrát: 1944, 1945)
- Řád rudého praporu (1938)

## Dílo

### Balety
- Бабочка (Motýl, 1909)
- Дар феи (Dar fei, 1910)
- Белая лилия (Bílá lilie, 1911)
- Лукавая флорента (Záludná florenta, 1912)
- Пьерро и маска (Pierot a maska, 1915)
- Карманьола (Carmagnola, 1918)
- Сольвейг, или Ледяная дева (Solveiga aneb Ledová panna, 1922)
- Пламя Парижа, или Триумф Республики (Plameny Paříže aneb Triumf republiky, 1932)
- Бахчисарайский фонтан (Bachčisarajská fontána, 1934)
- Утраченные иллюзии (Ztracené iluze, 1935)
- Партизанские дни (Partyzánské dny, 1935)
- Кавказский пленник (Kavkazský zajatec, 1938)
- Степан Разин (Stěnka Razin, 1938)
- Ночь перед Рождеством (Noc před Vánocemi, 1938)
- Радда и Лойко (Radda a Lojko, 1938),
- Ашик-Кериб (Ašik-Kerib, 1940),
- Граф-Нулин (Graf Nulin, 1940-41),
- Суламифь (Sulamit, 1941),
- Гробовщик (Ničitel, 1943),
- Леда (Leda, 1943),
- Барышня-крестьянка (Slečna selka, 1946),
- Каменный гость (Kamenný host, 1943-45),
- Франческа да Римини (Francesca da Rimini, 1947),
- Милица (Milica, 1947),
- Весенняя сказка (Podzimní povídka, 1947),
- Снегурочка (Sněhurka, nedokončeno)

### Opery
- Красная шапочка (Červená Karkulka, 1906)
- Золушка (Popelka, 1906)
- Снежная королева (Sněhová královna, 1908),
- Казначейша (Hospodářka, 1937),
- Минин и Пожарский (Minin a Požarskij, 1936),
- Алтынчеч (Altynčeč, 1938),
- Пир во время чумы (Hostina v době moru, 1940),
- Гроза (Bouře, 1941),
- Медный всадник (Měděný jezdec, 1942)
- Славянская красавица (Slovanská krasavice, 1941)
- Алёнушка и братец Иванушка (Aljenuška a bratříček Ivánuška, 1945)

Instrumentoval operu Modesta Petroviče Musorgského Chovanština a provedl novou redakci nedokončené opery Alexandra Nikolajeviče Sěrova Ďáblova síla (1947). Zkomponoval i jednu operetu (Карьера Клеретты).

### Orchestrální skladby
- 5 symfonií
- Koncert pro klavír a orchestr (1939)
- Koncert pro klarinet a orchestr (1939)
- Koncert pro kytaru a komorní orchestr (1939)

### Komorní skladby
- Smyčcový kvartet (1940)
- Sonáta pro violu sólo (1938)
- Sonáta pro violoncello a klavír (1935)
- Sonáta pro trubku a klavír (1939)
- Sonatina pro hoboj a klavír (1939)
- Variace pro lesní roh a klavír (1940)

Kromě toho zkomponoval řadu klavírních skladeb, písní, sborů, scénickou hudba apod.